# Guido von Seckendorff
Freiherr Guido Arthur Hartmann von Seckendorff (* 18. Februar 1829 in Tanne, Harz; † 12. Dezember 1896 in  Blumenau, Brasilien) war ein deutscher Leutnant, Kolonist und Mitgründer der Stadt Blumenau in Brasilien.

## Leben
Guido Freiherr von Seckendorff wurde als Sohn des braunschweigischen Bergmeisters William Freiherr von Seckendorff und dessen Ehefrau Jeanette geborene Hartmann in Tanne geboren. In Tanne wurde von Seckendorff durch den Hauslehrer Christian Krigberg unterrichtet und 1843 in Seesen konfirmiert.
1851 ließ er sich von Hermann Blumenau als Siedler für die neue Kolonie Blumenau in Brasilien anwerben. Er verließ Deutschland am 18. März 1852 über Hamburg an Bord des Schiffes Emma Louise und erreichte Blumenau am 3. Juni 1852. Hier meldete er sich gleich als Kriegsfreiwilliger für den Einsatz im Krieg gegen Juan Manuel de Rosas. Ab November 1852 übernahm er das Kommando über das Kontingent der deutschen Freiwilligen von Viktor von Gilsa. Für die Teilnahme am Krieg gegen Paraguay 1865–1870 wurde er von Kaiser Peter II. 1871 zum Ehrenleutnant der kaiserlichen Armee ernannt. 
Er heiratete am 8. November 1857 Rosamunde Böhme und am 17. Februar 1858 wurde der Sohn Hugo von Seckendorff geboren. Ab 1859 arbeitete Guido von Seckendorff im Verwaltungsbüro der Kolonie in Brusque. Im Jahre 1872 erfolgte seine Ernennung zum Friedensrichter und Polizeichef von Blumenau. Als Blumenau 1880 das Stadtrecht erhielt wurde von Seckendorff der 1. Sekretär des Stadtrates und Mitarbeiter von Hermann Blumenau. 
1893 trat er in den Ruhestand und starb bereits 1896 in Blumenau.

## Sonstiges
In Blumenau wurde 1965 ein Denkmal errichtet, welches an die freiwilligen Kriegsteilnehmer im Krieg gegen Paraguay unter dem Kommando von Emil Odebrecht, Guido von Seckendorff und Viktor von Gilsa erinnert. Außerdem wurde die von mittelschichtigen Einfamilienhäusern bestandene Rua Alferes Von Seckendorff (→ Alférez) im Blumenauer Viertel Água Verde nach ihm benannt.